# Giuseppe Dato
Giuseppe Dato (Linguaglossa, 25 dicembre 1943 – Catania, 8 ottobre 2010) è stato un urbanista, saggista e docente universitario italiano.
È stato autore di diversi volumi e saggi sulle città del Mediterraneo. Al centro della sua ricerca lo studio dei tessuti storici marginali tipici dei centri urbani minori del Mezzogiorno d'Italia e delle città della sponda meridionale del Mediterraneo

## Biografia
Laureato in Architettura con il massimo dei voti nel dicembre 1968 presso lo IUAV sotto la guida di Giovanni Astengo e Giuseppe Samonà, nel 1970 si reca in Polonia con una borsa di studio del governo polacco per studiare le tecniche e i metodi della pianificazione territoriale e urbanistica presso l'Istituto di Pianificazione Fisica dell'Università di Varsavia, dove compie studi su alcuni centri storici di grandi e piccole città. 
Dopo un breve periodo in cui si concentra nell'attività libero professionale, aprendo uno studio di architettura a Firenze insieme a Sergio Staino, nel 1972 viene nominato assistente di Disegno presso la Facoltà di Ingegneria dell'Università di Catania. Nel 1974 viene nominato assistente ordinario delle materie "Tecnica urbanistica" e "Urbanistica". Nel 1980 diventa professore associato di Urbanistica presso la stessa Università di Catania.
Nel 1994, vincitore del concorso quale Professore ordinario di Tecnica e Pianificazione urbanistica, si trasferisce presso la Facoltà di Ingegneria dell'Università di Messina dove rimane fino al 1997, ricoprendo anche il ruolo di direttore del Dipartimento di Rappresentazione e progetto. Dal 1998 al 2010 svolge la sua attività didattica e di ricerca presso la Facoltà di Architettura dell'Università di Catania con sede a Siracusa dove è stato vicepreside, presidente del Consiglio di Corso di Laurea in Architettura coordinatore del dottorato di ricerca in “Analisi, pianificazione e gestione integrate del territorio” e dal, 2007 al 2010, preside.
Colpito da un male incurabile, continua fino all'ultimo giorno a guidare la facoltà. I funerali, in forma laica, si svolgono il 9 ottobre nel cortile della sede storica dell'Ateneo catanese, in piazza Università.

## Attività di ricerca
Nell'opera di Giuseppe Dato lo studio della città non assume mai un carattere meramente descrittivo ma diventa materia per il progetto. Diversi suoi studi e ricerche hanno riguardato le vicende dello sviluppo urbano della città di Catania, nella fase successiva alla ricostruzione dopo il sisma del 1693.
Un secondo tema di approfondimento è stata la città mediterranea con particolare attenzione a quella della costa meridionale del Mediterraneo.
L'attività scientifica è prevalentemente rivolta all'analisi della struttura e forma delle parti storiche della città contemporanea attraverso approcci metodologici originali che muovono da un sapere trans-disciplinare. Particolarmente approfondite sono le ricerche che riguardano la formazione dell'urbanistica moderna con una specifica angolazione rivolta alla evoluzione della strumentazione tecnica per il controllo dello sviluppo urbano nei vari contesti territoriali europei ed esteri.
Ha diretto la "Rassegna di studi e ricerche" del Dipartimento di Rappresentazione e Progetto dell'Università di Messina (1996-1998).
Tra le attività di ricerca applicata:
Dal 1981 al 1987 è stato componente della "Commissione per il risanamento e il recupero edilizio del centro storico di Ibla e di alcuni quartieri di Ragusa".
Nel 1989 ha fatto parte del Comitato scientifico per la tutela e il riuso delle aree minerarie dello zolfo della Provincia di Enna.
Dal 1995 al 2010 è stato componente della Commissione Provinciale per la tutela delle bellezze naturali e panoramiche di Catania presso la Soprintendenza per i BB.CC.AA di Catania.
Ha anche svolto il ruolo di consulente per l'Assessorato Territorio e Ambiente della Regione Siciliana, per il Comune di Catania e del Comune di Militello in Val di Catania per inserire il centro storico di Catania nelle liste del patrimonio mondiale UNESCO.
Dal 2005 al 2008 è stato responsabile scientifico per la collaborazione di consulenza e redazione di carte tematiche per la redazione dei Piani paesaggistici delle province di Siracusa ed Enna per conto delle Soprintendenze ai BB.CC.AA. delle due province.

## Attività professionale
All'attività didattica e di ricerca ha unito la pratica professionale, redigendo i seguent strumenti urbanistici:
Piano Regolatore Generale del Comune di Aci Castello (1989-1992).
Piano Regolatore Generale del Comune di Nicolosi (1992-1994).
Piano Regolatore Generale del Comune di Aci Catena (1994-1995). Fra le prescrizioni esecutive che accompagnano questo strumento urbanistico ha redatto il piano di recupero della più antica parte del centro storico denominata 'Palazzo del Principe'.
Piano Regolatore Generale del Comune di Mascalucia (1995-1996). Fra le prescrizioni esecutive che accompagnano questo strumento urbanistico ha redatto il piano di recupero di un isolato del centro storico.
Piano Regolatore Generale del Comune di Piazza Armerina (1998-2002). Fra le prescrizioni esecutive che accompagnano questo strumento urbanistico ha redatto il piano di recupero di un insieme di isolati della parte più antica del centro storico denominata 'Quartiere Monte'; due piani per insediamenti produttivi; un piano di espansione residenziale.
Ha redatto, con altri, uno "Studio di fattibilità per il riuso di contenitori edilizi nell'area urbana di Catania" per conto della Regione Siciliana, della Provincia e del Comune di Catania (1989).
Piano Regolatore Generale del Comune di Agrigento dopo aver vinto con G.Imbesi,C.Monti, M.Pica Ciamarra, A.Realfonzo il relativo bando di gara a licitazione privata (1997).
Piano Regolatore Generale del Comune di Sciacca dopo aver vinto con P.Culotta, B.Gabrielli, G.Leone, A.Piazza il relativo concorso di progettazione per la revisione del P.R.G. (1998).

## Opere

### Volumi
- La città e i piani urbanistici. Catania 1930/1980, Culc, Catania, 1980.
- La città di Catania. Forma e struttura 1693-1833, Officina, Roma, 1983.
- Urbanistica e città meridionale, Catania, Culc, 1984.
- Le vie dello zolfo in Sicilia (con G.Rebecchini e altri), Officina, Roma, 1991.
- L'architettura dei Gesuiti a Catania (con Giuseppe Pagnano). Milano. 1991.
- Da una città all'altra, Sicania, Messina, 1998.
- L'urbanistica di Haussmann: un modello impossibile? (a cura di), Officina, Roma, 1995.
- Marginalità urbana ad Alessandria d'Egitto, Biblioteca del Cenide, Cannitello (Rc), 2003.
- Da Beirut a Noto. Patrimonio archeologico e pianificazione urbanistica. Studi e ricerche nei paesi del Mediterraneo (a cura di), Biblioteca del Cenide, Cannitello (Rc), 2005.

### Saggi principali
- Per la critica dell'ideologia urbanistica (con Rinaldo Hoffmann, Lidia Staino e Sergio Staino) in Ideologie n 7, 1969, pp. 133-137
- Città del capitale e territorio socialista (con Rinaldo Hoffmann e Sergio Staino) in Ideologie nn 9-10, 1969, pp. 23-68
- L'urbanistica in Polonia. Critica di un'esperienza in "Controspazio" n.10-11, ottobre, 1971.
- Taching: una delle esperienze più avanzate della pianificazione territoriale cinese in "Archivio di studi urbani e regionali", n. 3-4, dicembre, 1973.
- Urbanistica a Catania in età giolittiana in "Quaderno dell'IDAU" n.11, 1980.
- Il parco territoriale urbano di Catania (con U.Rodonò e altri) in "Agricoltura ambiente", n. 21, 1983.
- Fascismo e città nuove: il riordinamento urbanistico di Ragusa, in "L'area degli Iblei fra le due guerre -Atti del convegno storico" 1986.
- Modelli di recupero e specificità territoriali: i problemi della città meridionale in P. Falini (a cura di), Il recupero rinnovato, Roma, 1986.
- La conservation et la rèutilisation des centres historiques en Italie, in J.Regulski, E.D.Sanfilippo, Planning Issues in Italy & Poland, DAU, Catania, 1987.
- I nuovi scenari urbani della Sicilia postunitaria, in M.Aymard e G.Giarrizzo (a cura di), La Sicilia, Einaudi, Torino, 1987.
- Ingegneria sanitaria e città meridionale. Il contributo di Filadelfo Fichera, in "Urbanistica", n.93, 1988.
- Ingegneria sanitaria e risanamento delle città alla fine dell'Ottocento, in P. Nastasi (a cura di), Il Meridione e le scienze (secoli XVI-XIX), Università di Palermo, Istituto A. Gramsci di Palermo, Istituto italiano di Studi Filosofici di Napoli, Palermo, 1988, pp. 385 – 402.
- Una nuova definizione dei centri storici, in Atti dello convegno regionale INU Sicilia, 1988.
- Per la città del duemila in "Spazio e società", n. 52, 1990.
- Il centro storico di Catania in "Archivio di studi urbani e regionali" n.40, 1991.
- Caratteri storico-morfologici degli insediamenti e Metamorfosi dello spazio urbano nell'area metropolitana di Catania (in collab.), in. E.D.Sanfilippo, Catania, città metropolitana, Maimone, Catania, 1991.
- Le politiche delle regioni meridionali. Sicilia, in "Quaderni di Urbanistica ", n.11, 1992.
- Esposizione e vulnerabilità dei centri storici: il caso di Ortigia , in "Atti del convegno GNDT 1990".
- Pianificazione antisismica per i centri storici, in E.D.Sanfilippo e P.La Greca (a cura di), Piano e progetto nelle aree a rischio sismico, 1994.
- Stefano Ittar, un architetto polacco a Catania (in coll. con G.Pagnano) in "Lembasi", n.1, 1995.
- Il tema dello spazio centrale nella città settecentesca. La piazza del Duomo a Catania, in “Quaderno del D.A.U.” n. 17, 1996, pp. 107–115.
- L'urbanistica della ricostruzione settecentesca a Catania:"...intersecare l'isole delle case passando tanto sopra le strade antiche quanto sopra casaleni.. ", in A.Casamento, E.Guidoni (a cura di) "Le città ricostruite dopo il terremoto siciliano del 1693", Kappa, Roma, 1997.
- Piani e progetti per i centri storici della Sicilia orientale, in " Esame d'urgenza del barocco siciliano", Barcellona, Spagna, 1997.
- Pianificazione urbanistica nell'area etnea. Il caso di Aci Catena, in "Urbanistica" n. 108, 1997.
- La città e l'architettura dei fronti marittimi in Sicilia, in S.Maffioletti (a cura di), "Pietre mediterranee", Lybra, Milano, 1999.
- Metamorfosi dell'Architettura e dello spazio urbano dopo i terremoti del 1783 e 1818 ad Acireale e Catania (con E.Magnano di San Lio), in “Quaderno del D.A.U.” n.18, 1999.
- La formazione della cartografia moderna: il rilievo di Malta di Sebastiano Ittar, in G.Pagnano (a cura di), Dal tardobarocco ai neostili, Sicania, Messina, 2000.
- Dalle stalle alle stelle. Il progetto di museo della scienza, in “Bollettino d'Ateneo - Università degli Studi di Catania”, n.3/4, 2000.
- Per un dialogo con l'architettura e l'urbanistica della storia catanese in "MAD'E" n.22/6, gennaio 2000.
- Prefazione a G.Trombino, L'urbanistica in Sicilia negli anni della ricostruzione, Officina, Roma, 2000.
- Commento in S.Maffioletti (a cura di), Siracusa - Architetture nel tempo, Padova, 2000.
- Conoscenza e diffusione del pensiero urbanistico di Ildefons Cerdà in Italia, in "Cerdà - Città e territorio" Generalalitat de Catalunya, Barcellona, 2002.
- La "nave" Ortigia in "Il progetto del limite, nuovi paesaggi urbani. Siracusa: il lungomare Talete", Documenti della Facoltà di Architettura di Siracusa, 2002.
- Alessandria d'Egitto. Riqualificazione urbana ed insediamenti informali in "Urbanistica PVS", n.32, dicembre 2002.
- Le vicende della pianificazione urbanistica (1950-1980) in C.Dollo (a cura di), "per un bilancio di fine secolo. Catania nel Novecento", Catania, 2002.
- La pianificazione in Sicilia sta in Ordine degli Architetti, Pianificatori, Paesaggisti e Conservatori della provincia di Catania. Il Piano Urbanistico Comunale nella nuova riforma urbanistica, Atti, luglio 2002
- La lezione della ricostruzione in “L'Architettura, cronache e storia”, n.581, marzo 2004.
- Ottocento, la città orizzontale, ibidem.
- Presentazione a C.Barattucci. Urbanizzazioni disperse. Interpretazioni e azioni in Francia e in Italia 1950-2000, Officina, Roma, 2004.
- Progetti urbani in E.Iachello (a cura di), " I saperi della città" L'EPOS, Palermo, 2006.
- Alessandria d'Egitto: un insediamento lineare fra modernizzazione e marginalità urbana in "Annali dell'architettura e delle città", Napoli 2006.
- La città degli Iblei: tra vecchie e nuove forme residenziali in "Atti del Convegno su L'Uomo negli Iblei", Siracusa 2007.